# Kurumin Linux
Kurumin Linux è una distribuzione derivata da Knoppix e della quale eredita lo stesso sistema di rilevamento dell'hardware.
In confronto Kurumin è progettato per essere molto più compatto, tanto che nelle sue versioni originali stava su un mini-CD da 80 mm.
Inizialmente il suo creatore, Carlos E. Morimoto, lo progettò solo per un uso personale, ma dopo l'annuncio sul suo sito molti si dimostrarono interessati, il che incentivò Morimoto a portare avanti il progetto. Secondo il sito DistroWatch, Kurumin fu una delle distribuzioni più popolari in Brasile.
Il nome kurumin deriva dalla lingua dei Tupi-Guarani, dove "curumim" significa "bambino", "ragazzino", un'allusione alla semplicità della distribuzione stessa. La "K" sta sia per Knoppix che per KDE, il desktop environment utilizzato dalla distribuzione. Il logo è un pinguino dall'aspetto infantile: piccolo, simpatico e più magro di Tux, la mascotte di Linux.
La distribuzione è realizzata in portoghese, ma è previsto il rilascio in inglese e spagnolo.